# Baron Ruthven of Gowrie
Baron Ruthven of Gowrie, of Gowrie in the County of Perth, ist ein erblicher Adelstitel in der Peerage of the United Kingdom.

## Verleihung
Der Titel wurde am 28. Oktober 1919 für Walter Hore-Ruthven, 9. Lord Ruthven of Freeland, geschaffen. Er hatte bereits 1864 von seiner Mutter den Titel Lord Ruthven of Freeland geerbt.
Da die Baronie ausschließlich in männlicher Linie und die Lordship auch in weiblicher Linie vererbbar ist, fiel beim Tod seines Sohnes, des 2. Barons, der Lordtitel an dessen Tochter Bridget Monckton, Viscountess Monckton of Brenchley, während der Baronstitel an dessen Großneffen Alexander Ruthven, 2. Earl of Gowrie fiel. Letzterer hatte 1955 bereits von seinem Großvater die Titel Earl of Gowrie, Viscount Ruthven of Canberra und Baron Gowrie  geerbt.

## Liste der Barone Ruthven of Gowrie (1919)
- Walter Hore-Ruthven, 9. Lord Ruthven of Freeland, 1. Baron Ruthven of Gowrie (1838–1921)
- Walter Hore-Ruthven, 10. Lord Ruthven of Freeland, 2. Baron Ruthven of Gowrie (1870–1956)
- Grey Ruthven, 2. Earl of Gowrie, 3. Baron Ruthven of Gowrie (1939–2021)
- Brer Ruthven, 3. Earl of Gowrie, 4. Baron Ruthven of Gowrie (* 1964)

Voraussichtlicher Titelerbe (Heir apparent) ist der Sohn des aktuellen Titelinhabers Heatcote Patrick Cornelius Hore Hore-Ruthven, Viscount Ruthven of Canberra (* 1990).